# Brachyta balcanica
Brachyta balcanica là một loài bọ cánh cứng trong họ Cerambycidae.